# Эдкинс, Джим
Джим Кристофер Эдкинс (англ. Jim Christopher Adkins, 9 ноября 1975 год, Меса, штат Аризона) — американский рок-музыкант, более известный как Джим Эдкинс. Лидер группы Jimmy Eat World, где он выступает в качестве гитариста и вокалиста, также играет на других инструментах, таких как фортепиано, бас-гитара, клавишные и орган.

## Биография
Он начал играть на гитаре в раннем возрасте и был членом местной группы под названием «Dream». В 1994 году он вместе со своими одноклассниками Томом Линтоном, Митчем Портером и Заком Линдом создали группу Jimmy Eat World.
Начало было сложным в группе, вспоминает Джим: «Трудно жить в стране синглов и успехов. Мы были счастливы, чтобы имеем возможность действовать и создавать музыку». В течение двух лет у нас не было ни поддержки, ни песни на радио, даже нет договоров, но мы каждый вечер играли на сцене, где было всего шестьсот зрителей. Но после выхода Static Prevails и Clarity нас хвалили критики и у нас появились первые фанаты. Они необходимы, чтобы достичь международного успеха".
Но основной успех группы пришёлся на альбом Bleed American. Эдкинс, также, сказал: «Говорят, лучшее идеи те, которые по вашему мнению, вы не должны использовать. Когда вы переходите собственные границы, когда вы достигли ваших лучших работ. Если вам нравится то, что вы написали, но вы не уверенны, то это значит, что вы на правильном пути».
Эдкинс также имеет побочные проекты Jimmy Eat World, как Go Big Casino и Secret Fox. В Go Big Casino Джим Эдкинс имеет поддержку Тома Линтона, который играет на органе. Члены этой группы не являются фиксированными, в группе участвует гитарист Дрейк Белл.

## Интересные факты
- Джим использует гитары Gibson Les Paul и Fender Telecaster.
- Он женат на Эми Маккарти.